# Negozio Martini
Il Negozio Martini è un edificio ad uso commerciale situato in viale Regina Margherita 27 a Viareggio, accanto al Gran Caffè Margherita.

## Storia
Lo chalet di Samuele Martini, noto commerciante lucchese, è stato progettato e realizzato da Modesto Orzali, titolare dell'omonima ditta di costruzioni con sede in Lucca.
Costruito completamente in legno viene inaugurato nel 1899 come testimoniano gli articoli pubblicitari sui quotidiani locali e le fotografie dell'epoca, tra gli altri numerosi stabilimenti balneari in legno che fronteggiano la Passeggiata.
Il negozio ha subito nel tempo alcune modifiche, quali la chiusura del loggiato originario che circondava l'ingresso posto sulla strada, per dare spazio alle vetrine di esposizione che si affacciano lungo il viale Margherita.
Nel 1920, l'edificio subisce un piccolo ampliamento nella parte posteriore, per realizzarvi un magazzino; la nuova volumetria è in muratura e di forma rettangolare.
Attualmente lo chalet ospita la catena Samuele Martini Abbigliamento.

## Architettura

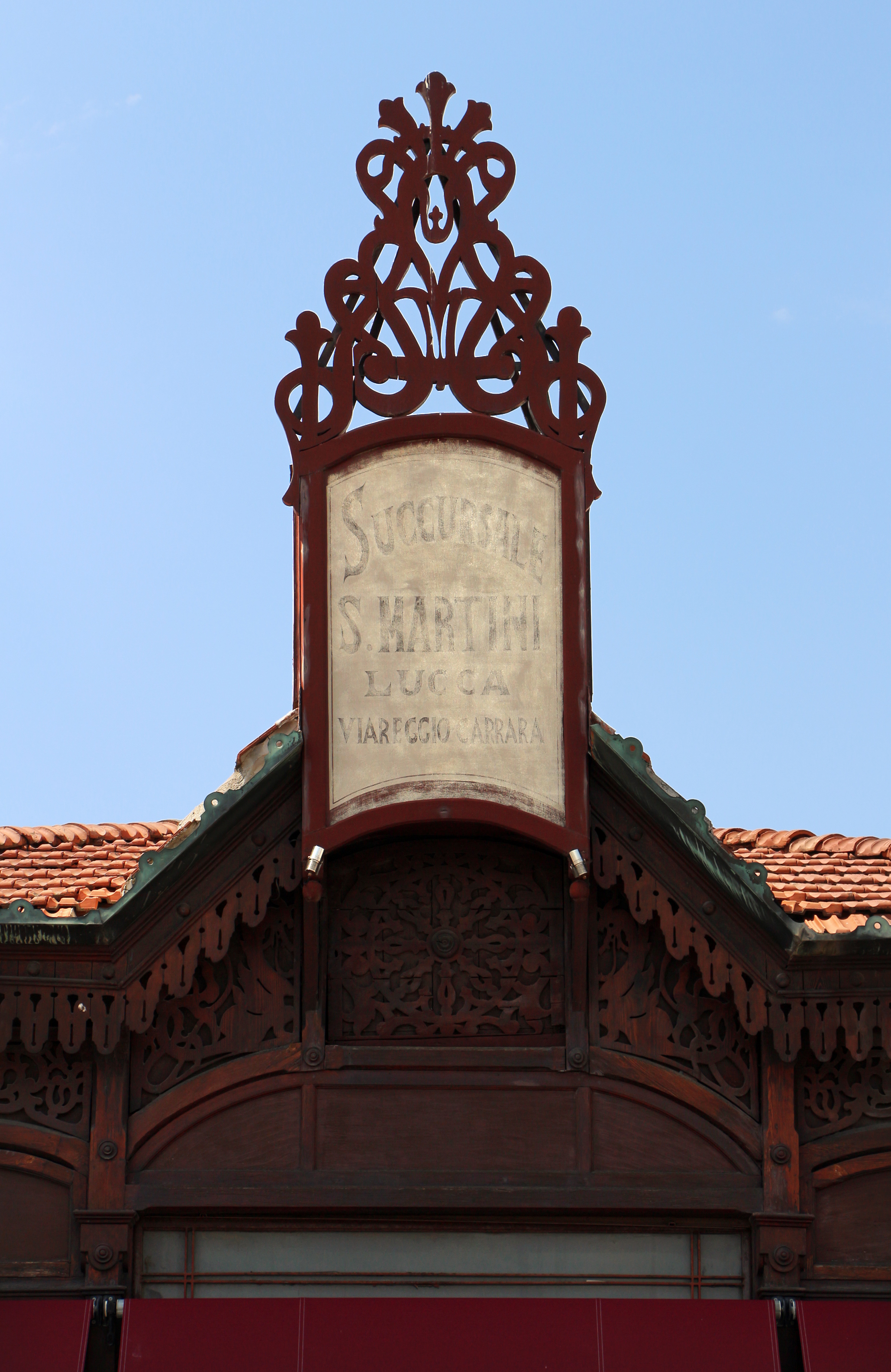
Dettaglio

L'edificio, sorge in una delle zone più interessanti della Passeggiata viareggina, dal punto di vista storico, architettonico e ambientale.
Posto d'angolo all'isolato lungo la Passeggiata, si presenta suddiviso frontalmente in cinque campate di cui la più grande evidenzia la vetrina centrale d'ingresso, mentre sui fianchi rimangono quattro delle sette campate originarie tamponate in muratura e intonacate in modo tradizionale.
Particolarmente significativi sono i piccoli pilastrini in legno che poggiano su di un basamento perimetrale di muratura rivestito in marmo.
All'interno, dove prima trovava spazio il porticato (come risulta dalle varie fotografie d'epoca), vi sono le numerose vetrine all'esposizione dei capi di abbigliamento di alta qualità, che hanno da sempre contraddistinto lo stile del negozio Martini.
Nella parte terminale dello chalet trovano alloggio le numerose cornici in legno lavorate, sormontate da una fascia sotto gronda realizzata a traforo secondo disegno.
Nella facciata principale, lungo il Viale Margherita, sopra la vetrina centrale del negozio, un timpano dal disegno articolato e suggestivo inquadra il porta insegna collocato sull'estremità dell'edificio.
All'interno del negozio sono presenti alcuni mobili realizzati dalla Ditta Spicciani di Lucca, i cui disegni sono orientati verso le stilizzazioni lineari dell'Art déco, mentre le decorazioni sul soffitto in legno risultano opera di Tito Chini.

## Fortuna Critica
M. A. Giusti, in un suo articolo sulla Viareggio del primo novecento (Viareggio: immagine tra ipotesi e realtà, "Parametro", n.142, 1985) lo descrive così: "Lo chalet Martini, un edificio in legno, con tetto a pagoda, dagli intagli con effetti di "silhouette", un cottage" reinterpretato dall'artigianato locale e contestualizzato in ambito pubblico tra spiaggia e passeggiata, è l'unica testimonianza della prima passeggiata dopo che un incendio, nel 1917 distrusse tutti gli stabilimenti balneari in legno, azzerando un periodo emblematico nella storia della "nuova Viareggio", nella quale la passeggiata, segnata da bizzarre architetture "senza architetti", evoca ancora oggi nostalgie letterarie ed immagini simboliche".